# Monlezun
Monlezun – miejscowość i gmina we Francji, w regionie Oksytania, w departamencie Gers.
Według danych na rok 1990 gminę zamieszkiwało 199 osób, a gęstość zaludnienia wynosiła 11 osób/km² (wśród 3020 gmin regionu Midi-Pyrénées Monlezun plasuje się na 864. miejscu pod względem liczby ludności, natomiast pod względem powierzchni na miejscu 629.).